# Voo Lufthansa 502
O Voo Lufthansa 502 foi uma linha aérea da companhia alemã Lufthansa ligando Hamburgo a Buenos Aires, com escalas em Dakar e Rio de Janeiro. No dia 11 de janeiro de 1959, um Lockheed L-1049 Super Constellation que cobria esse voo caiu na Baía de Guanabara durante a aproximação para pouso matando 36 dos seus 39 ocupantes.

## Aeronave
O Lockheed L-1049 G Super Constellation foi construído pela Lockheed em 1955, tendo recebido o número de série 4602. A aeronave seria entregue à Lufthansa no dia 17 de maio do mesmo ano. Registrada como D-ALAK, voou cerca de 3 anos na empresa alemã até ser negociada com a companhia americana Seaboard World Airlines em maio de 1958. Após 5 meses a aeronave seria devolvida a Lufthansa.

## Acidente
Por volta das 10h40 min de 11 de janeiro de 1959, o voo 502 vindo de Dakar entrava na região do Controle de Aproximação do Rio (APP Rio), onde o comandante inicia contato pelo rádio. O APP Rio o autoriza descer progressivamente de 5 400 metros para 3 000 metros mantendo a proa a Caxias. Após ser autorizado a iniciar procedimentos de pouso pelo APP Rio, a aeronave é transferida para a torre de controle do Aeroporto do Galeão, que autoriza o pouso na pista 014. Após ter sido autorizado, o Super Constelation desce abaixo do teto de segurança mínimo e, às 11h17m, choca com as águas da Baía de Guanabara em velocidade de pouso, subindo novamente por alguns segundos para depois cair sobre a Praia das Flecheiras, cerca de 500 metros da pista 014. Dos 39 ocupantes da aeronave, somente 3 sobreviveriam à queda: o navegador Hans Jeppel, a aeromoça Hilde Dehler e o comissário de bordo Karl Heins. Entre os passageiros mortos estavam a Arquiduquesa Maria Helena da Áustria-Toscana (neta do Rei Fernando I da Romênia) e seu marido Conde Jaroslaw Kottulinsky, Barão von Kottulin. 
A demora das equipes de resgate, agravada pela chuva fina que transformou a área da queda num imenso lamaçal impediu a retirada de alguns ocupantes, que viriam a falecer após algumas explosões dos destroços.
| “ | Quase quatro horas depois do desastre e quando se pensava que todas as vítimas haviam sido retiradas das ferragens do aparelho sinistrado, uma cena tétrica veio chamar a atenção de todos. Em pé, amparado por lascas da fuselagem do aparelho, uma das vítimas era devorada lentamente sem que nada se pudesse fazer, pois os carros de bombeiros ficaram atolados cetenas de metros atrás, e os extintores manuais eram impotentes para debelar as chamas. | ” |

## Investigações
Dois dias após o acidente chegou ao Rio uma comissão alemã de investigação, a qual se juntou aos investigadores brasileiros. Após algum tempo, a comissão não conseguiu determinar a causa exata da queda, mas atribuiu a possível causa do acidente: fadiga do comandante, que acabou colocando a aeronave em rota de colisão contra o solo. O comandante Wren Meyer Mac Mains havia feito uma viagem sobre o Atlântico Norte e ao chegar a Alemanha foi comunicado que o comandante original do Voo 502 estava doente. Assim assumiu (por ordens da empresa) o comando do Voo 502 e não pôde efetuar descanso obrigatório mínimo entre voos. Esse seria o primeiro acidente da história da Lufthansa.